# 保罗·亨特
保罗·艾伦·亨特（Paul Allen Hunter，1978年10月14日—2006年10月9日），是一位英格兰职业斯诺克选手。

## 早期生涯
保罗毕业于英国利兹的一所高中。在家人和朋友的鼓励下，亨特花了很多的时间练习桌球。在他只有12岁的时候，就显露出他在台球上的天赋了。在经验丰富的专业教练吉米·米基和前世界冠军乔·约翰生的指导下，这个利兹的少年于1995年7月，刚满16岁的时候成为了斯诺克职业选手。
4个月之后，亨特在大英冠军赛第一轮以9比4击败了当时世界排名第六的艾伦·迈克麦纳斯而轰动一时。在1996年，在他17岁零3个月的时候，他在威尔士公开赛上闯入四强，成为最年轻的进入四强的选手。
同样在1996年，他在大英冠军赛相继以9比0击败维利·索恩，9比5击败詹姆斯·瓦塔纳，9比7击败特里·墨菲跻身八强，最终以5比9被冠军史蒂芬·亨得利击败。亨特的杰出表现使他得到了很高的赞誉，并拿到了参加1997年本森赫奇斯大师赛的外卡。尽管在第一轮他以1比5被马克·威廉姆斯击败，但这是他在威伯里辉煌的开始。

## 排名赛
亨特的第一场排名赛的胜利是在1998年的威尔士公开赛，他至少击败了7位选手而捧得桂冠。保罗·维克斯，尼尔·富尔兹，史蒂夫·戴维斯，尼格尔·邦德，艾伦·迈克麦纳斯和彼得·艾伯顿都相继败在这个只有19岁的年轻人的手下，最后他以9比5击败了世錦賽冠军约翰·希金斯。紧接着，他于1998年在伯恩茅斯闯入大英冠军赛四强，并当选斯诺克记者协会评选的年度最佳年轻球员。
亨特第一次出现在斯诺克的盛殿-克鲁西布剧院的比赛场地是1999年，他在第一轮就以10比8输给了最后的冠军史蒂芬·亨得利。最终在1999/2000赛季世界排名第12位。
在1999/2000冠军杯后，他的2000/1赛季世界排名跌倒了第14位。在随后的赛季他在六场比赛里至少进入八强甚至更远，展示了他真正的实力。他相继在威尔士公开赛夺得亚军，英国公开赛闯入四强，并在大奖赛和中国公开赛中跻身八强，不过他最辉煌的战绩莫过于本森赫奇斯大师赛。

## 大师赛冠军
2001年的本森赫奇斯大师赛（又称温布利大师赛），亨特在八分之一比赛以6比5击败了他的密友和卫冕冠军马休·斯蒂文斯，四分之一比赛以6比3击败了彼得·艾伯顿，在半决赛以6比4击败了史蒂芬·亨得利，最后在决赛中在3比7落后的形势下，在接下面的6场比赛四次单杆过百，从而扭转乾坤，以10比9击败了福格·奥布雷恩。比赛的关键是第11局，在别人认为亨特要以3比8落败的时候，成功翻盘为4比7。
12个月后，他卷土重来，在同样经历了惊心动魄的比赛后他保住了冠军头衔。在8分之一比赛以6比5击败史蒂芬·李后，亨特在和彼得·艾伯顿的四分之一比赛中苦战到最后一局才分出胜负。同样在半决赛中艰难地战胜了艾伦·迈克麦纳斯。最值得回味的比赛是他在0比5落后的情况在再次翻盘，以10比9战胜了马克·威廉姆斯夺得冠军。也成为历史上第三位连续两次夺得本森赫奇斯大师赛冠军的选手。
这一年是亨特的神奇之年，两周以前，亨特刚刚战胜了前面一年以9比2在决赛中击败他的肯·达赫蒂，第二次夺得了威尔士公开赛的冠军。
在2002年的英国公开赛，他继续着他的胜利，9比4战胜了艾伦·迈克麦纳斯夺得了个人生涯第三项排名赛的冠军。然而，2003年他没有继续他在本森赫奇斯大师赛的辉煌，在半决赛上，以6比3输给了前面一年的亚军，当年的冠军马克·威廉姆斯。

## 世锦赛战绩
在他全力以赴参加每一场比赛的最璀璨的赛季后，在2003年斯诺克世界锦标赛，他以10比5击败阿里斯特·卡特，13比6击败马休·斯蒂文斯，13比12击败卫冕冠军彼得·艾伯顿闯入了半决赛。在半决赛中，他以15比9半程领先该场赛事表现最好的选手肯·达赫蒂，而达赫蒂如有神助，超常发挥，在剩下的9场比赛里面赢了8场，阻止他第一次杀入决赛。
总之2003/2004赛季，亨特迎来职业生涯的高潮，得到了一项冠军，4项赛事杀入半决赛，3项赛事闯入八强。在连续两个赛季排名第九后，他的职业生涯第一次排名进入前八名。
2003/2004赛季，亨特最大的成就是在四年内第三次赢得了本森赫奇斯大师赛的冠军。决赛是他最精彩的大师赛比赛之一，罗尼·奥沙利文在比赛中一直领先。事实上，亨特在0比2，1比6，2比7，6比8，7比9落后的情况下顽强战斗，赢了最后的三场，夺得了职业生涯第六个冠军，而三个大师赛的冠军都是在决胜局在分出胜负，真正享有“逆转之王”的头衔。

## 病痛的折磨
亨特和林德塞·费尔，一个美丽的治疗师，于2004年夏天在牙买加结为伉侣。2005年12月26日，他们迎来了第一个也是唯一一个孩子艾文·罗斯，体重8磅2盎司。
2005年4月6日，亨特宣布他患上了恶性内分泌腺肿瘤，是一种很罕见的胃癌，世界斯诺克协会的发言人说：“保罗会接受相关的治疗，他请球迷和支持他的人放心，他的坚定和乐观会战胜疾病，继续他的职业生涯。”
接下来的赛季他回到了斯诺克的赛场，在格兰披治大赛比赛前仅仅练习了两周，并且在比赛前三天才确定参赛，但是很遗憾地负于罗里·麦克劳恩。
亨特原是吸烟者。他开始接受化疗，并且在治疗开始后努力改变生活习惯。在2006年斯诺克世界锦标赛以5比10输给尼尔·罗伯逊后，他的世界排名跌出了前32名。
亨特的治疗收效缓慢，他经常处在痛苦之中。2006年7月27日，世界职业台球联盟经成员投票决定，保留亨特的世界排名，使他可以安心接受治疗，他的世界排名停留在34位。

## 逝世
2006年10月9日，离他的28岁生日还差5天的时候，亨特在海菲尔德的一家医院离开了人世。
在他逝世后，无数的人包括斯诺克界的名人表示了他们对这位天才球员的尊敬：
世界台球协会主席罗德尼·沃克爵士说：“我相信见过他的每个人和他的数以百万的球迷会和我一起向林德塞，他的父母，家人和朋友表示最沉痛的慰问。保罗拥有一切，他是一个杰出的天才，英俊，魅力，富有并有一位美丽的太太。我们看到了他的崛起。亨特的逝世对整个斯诺克届和他的家庭都是一个打击，我们永远怀念他。”
史蒂芬·亨得利说：“我听到这个消息时完全震惊了。他有一个年轻的太太并且他的美好未来就在他前面。所有人为他的离去感到悲伤。”
1991年世锦赛冠军，BBC电视台斯诺克解说员约翰·帕洛特说：“对于斯诺克这项运动，保罗的逝世是一个巨大的损失，但是对于他的家人更是一个沉痛的打击。保罗在比赛的时候脸上永远挂着微笑。他是那么乐观我从来没有听到他抱怨过什么。我们将深刻缅怀他。” 
吉米·怀特，六次世界大赛亞军得主，当他听到这个消息的时候，透露他正在运作亨特的慈善机构：“我正在举办展览，有一个人给慈善机构捐助了1万英镑，随后我就听到了这个消息。他在斯诺克的球台边的时候就像一只老虎，但是离开了球台你再也碰不到比他更温文有礼的家伙。不管他是输是赢，他立刻变回原来的保罗·亨特，而这一点是很难做到的。我很难告诉你他有多特别。
肯·达赫蒂，1997年世锦赛冠军，称亨特为'伟大的球员'，并表示了默哀：“这是非常悲伤的一天，不仅仅对于斯诺克界，而是对于整个体育界。我们失去了一位伟大的球员和最好的朋友。”他补充道，“当他被诊断出患了疾病以后，所有人都目瞪口呆。他是那么年轻，我们都以为他可以康复。语言不能表达他的家人要如何面对他的离去的痛苦，而他永远活在我们的记忆中，我们为他祈祷。” 
马克·威廉姆斯更是緬懷不已。
2006年10月12日，斯诺克联盟杯比赛前，参赛选手吉米·怀特、罗尼·奥沙利文、肯·达赫蒂和丁俊晖，还有裁判员艾伦·张伯伦以及评论员维利·索恩和菲尔·耶茨都默哀一分钟来纪念亨特这位巨星，现场还播放了一段纪念短片。
之后，史蒂芬·亨得利、马克·威廉姆斯、马修·史蒂文斯和肯·达赫蒂提议将大师杯以亨特的名字命名来永远纪念他。
亨特的葬礼于2006年10月19日在利兹的帕里什教堂举行。很多著名的斯诺克球员参加了仪式，而他的挚友马修·史蒂文斯为他扶灵。

## 轶事
回顾2001年他赢得大师杯的比赛，亨特承认他在2比6落后比分的时候求助他的当时还是他女友的林德塞实施「B计划」，这件事情在当时轰动一时。「B计划」里面的B是指英语单词「bonk」，英语俚语「性爱」的意思。亨特和费尔到他们的宾馆的房间休息，他回忆到“在我的脑海里，性是我想到的最后一件事情。我不在状态，我必须作一些事情来消除我的紧张。这是一个很快的过程，大约10分钟，之后我感觉好极了。她去洗澡了，而我休息了一会儿。之后的比赛就像梦一样。在下面的6场比赛我有四次单杆打出了100分以上。我轻松获胜。”

## 主要战绩
- 2004年 本森赫奇斯大师赛冠军
- 2003年 世界锦标赛四强
- 2002年 本森赫奇斯大师赛冠军
- 2002年 威尔士公开赛冠军
- 2001年 世界锦标赛16强
- 2001年 威尔士公开赛亚军
- 2001年 英格兰公开赛四强
- 2001年 本森赫奇斯大师赛冠军
- 2000年 英国公开赛四强
- 1998年 威尔士公开赛冠军，当选斯诺克记者协会评选的年度最佳年轻球员。
- 1998年 大英冠军赛四强
- 1996年 威尔士公开赛四强
- 2006年  BBC体育年度大奖